# Aintzane Ezenarro
Miren Aintzane Ezenarro Egurbide (Guetaria, Guipúzcoa, 18 de marzo de 1971) es una periodista y política española. De 2005 a 2012 fue diputada del Parlamento Vasco. Perteneció al partido independentista vasco Aralar hasta su expulsión en mayo de 2012 junto con otros dos compañeros del grupo parlamentario. A diferencia de otros miembros de Aralar, Aintzane Ezenarro no provenía de Herri Batasuna sino del movimiento Elkarri.

## Biografía y trayectoria política
Aintzane Ezenarro nació en una familia obrera, próxima a los movimientos sindicales. Es la mayor de tres hermanos. Le gusta leer principalmente literatura en euskera y entre sus autores favoritos se encuentra el donostiarra Iban Zaldua. Es madre de tres hijos.

### Elkarri
Licenciada en Periodismo y Sociología Política, pasó por varios medios de comunicación, entre ellos la televisión autonómica vasca ETB. Posteriormente Ezenarro se unió a Elkarri, «movimiento social por el diálogo» con quien había tomado contacto durante su etapa universitaria, no sólo como simpatizante sino también profesionalmente. Fue durante seis años miembro de su Taller Nacional y responsable de su revista durante cuatro años. Según sus propias declaraciones, fue la decepción que sufrió cuando, en diciembre de 1999, ETA rompió la tregua que mantenía tras catorce meses de inactividad, lo que le impulsó a saltar a la arena política y a colaborar en la formación de Aralar, corriente de Euskal Herritarrok que se constituyó en partido en el proceso de refundación que dio lugar a Batasuna, en el año 2001.
En diciembre de 2001 fue galardonada con el Memorial Joan B. Cendrós de artículos sobre la nación catalana publicados fuera de los territorios catalanoparlantes por su artículo aparecido en la revista de Elkarri, «Catalunya por el diálogo».

### Aralar
En 2003 fue elegida concejal por Aralar en su localidad natal, Guetaria, puesto que revalidaría en 2007. Además, en octubre de 2003 sustituyó al único juntero de Aralar en las Juntas Generales de Guipúzcoa, José Etxeberria. Sin embargo, no terminó la legislatura (siendo sustituida por Rebeka Ubera), al ser designada cabeza de lista por Guipúzcoa por su formación política para las elecciones al Parlamento Vasco de 2005. Ezenarro obtuvo el escaño, siendo la única parlamentaria de Aralar durante la VIII legislatura (2005-2009).
Como edil y diputada autonómica, impulsó las investigaciones sobre la cuestionada gestión del Museo Balenciaga. También apoyó habitualmente las iniciativas del tripartito liderado por Juan José Ibarretxe. Se ha posicionado públicamente en contra de la Ley de Partidos y a favor de la participación de Batasuna y sus continuadores en las elecciones. En las elecciones de 2009 repitió como cabeza de lista por Guipúzcoa, consiguiendo de nuevo el escaño junto con otros tres diputados de Aralar, lo que les permitió conformar grupo parlamentario propio.

### Ponencia para la paz
El 30 de marzo de 2012, el Parlamento Vasco aprobó la constitución de una «ponencia para la paz y la convivencia» fruto de una moción presentada por Aintzane Ezenarro, que ejercía la portavocía de Aralar. Tras negociar el texto con el resto de formaciones políticas con el fin de lograr el mayor consenso posible, se aprobó (70 parlamentarios votaron a favor y tres se opusieron) una enmienda transaccional que no garantizaba la presencia permanente de la izquierda abertzale en la ponencia, al no contar con presencia en la cámara vasca; lo que originó una crisis interna en el grupo de Aralar, cuya dirección exigía la participación de la izquierda abertzale en igualdad de condiciones que el resto de partidos políticos.
Desde un punto de vista jurídico, esta pretensión de la dirección de Aralar era imposible puesto que el Título VII del reglamento del Parlamento Vasco establece que las comisiones las constituyen los miembros de dicha cámara. Sin embargo, una apertura posterior sí está contemplada y fue propuesta a todos los grupos con representación política en el País Vasco, incluidos Bildu y Amaiur. Estos últimos rechazaron incorporarse al trabajo de la comisión.
Tres de los cuatro parlamentarios de Aralar (Aintzane Ezenarro, Mikel Basabe y Oxel Erostarbe) votaron a favor de la creación de la ponencia y uno en contra (Dani Maeztu). En contra del criterio de su partido, Ezenarro defendió la validez de dicho foro al considerar que la participación de la izquierda abertzale no estaba vetada en el mismo, ya que estaba abierto a las aportaciones de todos los partidos, instituciones y agentes sociales. Por su parte, la dirección de Aralar consideraba que el foro tenía una «deficiencia de origen, no subsanable» debido a que la exclusión de «la participación de todas las sensibilidades y fuerzas políticas en igualdad de condiciones» implicaría «imponer una visión parcial e interesada del conflicto»; y advirtió de que cualquier miembro del grupo parlamentario que participara se situaría fuera del partido.
Finalmente, en mayo de 2012, Ezenarro, Basabe y Erostarbe fueron expulsados de Aralar por haber desoído el mandato dado por la dirección del partido; y dejaron sus cargos al finalizar el periodo de sesiones, después de haber ratificado los primeros acuerdos de la ponencia del Parlamento Vasco, concretados en unos «principios compartidos para una paz con memoria» basados en que ninguna idea política está por encima de los derechos humanos.

### Instituto de la Memoria
El 10 de junio de 2013 se anunció su incorporación como asesora de la secretaría de Paz y Convivencia del Gobierno Vasco, cuyo titular, Jonan Fernández, procede de Elkarri al igual que ella; y, en abril de 2014, fue nombrada asesora para la Atención a las Víctimas.
En mayo de 2015 fue designada por el lehendakari Iñigo Urkullu para ejercer el cargo de directora de Gogora, nombre del Instituto de la Memoria, la Convivencia y los Derechos Humanos, un organismo de nueva creación integrado por 27 miembros, 14 representantes de la administración general y 13 de otras instituciones y de la sociedad civil. Mantuvo el cargo hasta junio de 2024, cuando fue sustituida por Alberto Alonso.